# Zejnep Bajanowa
Zejnep Mälykkyzy Bajanowa (kaz. Зейнеп Мәлікқызы Баянова; ur. 2003) – kazachska zapaśniczka walcząca w stylu wolnym. 
Brązowa medalistka mistrzostw Azji w 2025.
Druga na mistrzostwach Azji U-23 w 2023; trzecia w 2024 i 2025. Wicemistrzyni Azji juniorów w 2022 i trzecia w 2023 roku.